# Operación Chongqing
La Operación Chongqing fue ejecutada por el Ejército Imperial Japonés en China entre 1942 y 1943, durante la segunda guerra sino-japonesa. El objetivo final, que no fue logrado, implicaba la captura de los Cuarteles Generales del Ejército Nacional Revolucionario de China, ubicados en la provincia de Sichuan. Por esta razón, la operación también es conocida como Invasión de Sichuan. La primera fase implicaba la limpieza de las regiones al sur de China, entre las que se encontraba Chongqing.
El bombardeo previo de Chongqing y la llegada de tropas de reserva japonesas de Japón y Manchukuo alertó a los generales chinos de las intenciones japonesas. La estrategia japonesa implicaba un avance por Shanxi en el norte, Hubei en el centro, y Hunan por el sur, además, barcos de la Armada Imperial Japonesa brindarían apoyo avanzando por el Yangtsé.
La ofensiva japonesa fracasó debido a la fuerte resistencia china y a la derrota japonesa en la batalla de Guadalcanal, en el océano Pacífico, por lo que fue necesario enviar al este algunas unidades que estaban peleando en China. A finales de 1942 se canceló la invasión de Sichuan, y para inicios de marzo de 1943, los chinos habían recuperado gran parte del territorio cedido el año anterior.
- Datos: Q7507448